# Astragalus endytanthus
Astragalus endytanthus es una especie de planta del género Astragalus, de la familia de las leguminosas, orden Fabales.

## Distribución
Astragalus endytanthus se distribuye por Afganistán (Bamyan y Parwan).

## Taxonomía
Fue descrita científicamente por Podl. & Deml. Fue publicado en Mitteilungen (aus) der Botanischen Staatssammlung München 7: 329 (1970).